# Phytoecia griseola
Phytoecia griseola är en skalbaggsart som beskrevs av Stefan von Breuning 1951. Phytoecia griseola ingår i släktet Phytoecia och familjen långhorningar. Inga underarter finns listade i Catalogue of Life.